# خولیو آلبرتو مورنو
خولیو آلبرتو مورنو (به اسپانیایی: Julio Alberto Moreno) بازیکن فوتبال اهل اسپانیا است که از سال ۱۹۸۴ تا ۱۹۸۸ میلادی عضو تیم ملی فوتبال اسپانیا بوده و در ۳۴ بازی ملی حضور داشته‌است. او در بازی‌های ملی‌اش گلی به ثمر نرساند.